# Споменик стрељаним Србима и Јеврејима
Споменик стрељаним Србима и Јеврејима се налази ван простора Спомен комплекса Спомен-парк Крагујевачки октобар, подигнут је 1991. године као поклон израелског града Бат Јама и установа Шумадијског округа. Налази се у крагујевачком насељу Багремар.
Споменик рад вајара Милорада Зорбића постављен је на месту где су 20. октобра 1941. године стрељани припадници јеврејског и српског народа. Својом апстрактном формом, састављеном од коцке, симбола стабилности и непромењивости и динамично спојених паралелопипеда, представља вечну успомену и у смрти повезаних Срба и Јевреја. Када се скулптура погледа из горњег ракурса симболизује шестокраку Давидову звезду.